# Che Dio ti benedica
Che Dio ti benedica è il tredicesimo album in studio del cantautore italiano Pino Daniele, pubblicato nel marzo 1993.

## L'album
Questo disco si distacca dalle sonorità degli anni 70/80, evidenziando una vocazione e una timbrica prettamente pop, pur mantenendo la tipica impronta armonica di Pino Daniele.
Oltre al singolo Che Dio ti benedica che dà il titolo all'album, sono da segnalare le love ballads Mal di te, Allora si e Un Angelo vero, le digressioni nel blues di Fatte 'na pizza, Sono un cantante di blues e T'aggia vedé morta scritta in collaborazione con Massimo Troisi autore del testo. È presente anche una rielaborazione in chiave romantica di Sicily (brano presente nell'album di Chick Corea "Friends" del 1978) proposta con l'apporto pianistico di Chick Corea (autore del brano) e le parole scritte e interpretate dallo stesso Pino Daniele.
Che Dio ti benedica fu il 17º disco più venduto del 1993, e ha raggiunto il 3º posto in classifica in Italia.

## Tracce
1. Che Dio ti benedica – 4:17
2. Questa primavera – 5:01
3. Fatte 'na pizza – 3:28
4. Mal di te – 4:51
5. Sono un cantante di blues – 4:52
6. Sicily – 4:17
7. Two pisces in alto mare – 1:02
8. Allora sì – 3:08
9. Nuda – 4:14
10. T'aggia vedé morta – 3:47
11. Un angelo vero – 4:32
12. Occhi blu non mi mollare – 4:06
13. Pace e serenità – 1:44
14. Soleado up and down – 3:30

## Formazione
- Pino Daniele – voce, chitarra acustica ed elettrica, basso, tastiera
- Chick Corea – pianoforte
- Antonio Annona – tastiera
- Jimmy Earl – basso
- Lele Melotti – batteria
- Rosario Jermano, Carol Steele – percussioni
- Ralph Towner – chitarra acustica
- Bruno De Filippi – armonica

## Classifiche

### Classifiche settimanali
| Classifica (1993) | Posizione massima |
| ----------------- | ----------------- |
| Europa            | 28                |
| Italia            | 3                 |

### Classifiche di fine anno
| Classifica (1993) | Posizione |
| ----------------- | --------- |
| Italia            | 17        |